# 永瀬琴葉
永瀬 琴葉（ながせ ことは、1993年1月3日 - ）は、日本の女優、元アイドル。埼玉県出身。前事務所はGrick。元バクステ外神田一丁目一期生。ミスジャパン2021埼玉大会ファイナリスト。

## 人物
- 愛称は「こっちゃん」
- つんく♂・志倉千代丸がプロデュースするアイドルグループ「バクステ外神田一丁目」一期生。2014年に卒業。

- 好きな食べ物は唐揚げ
- クレヨンしんちゃんとゲームと漫画が好き

## 出演作品

### テレビドラマ
- KBOYS（2018年、ABC)
- 新しい王様（2019年、TBS)
- シャキーン!（2019年、NHK/Eテレ)
- 賭ケグルイseason2（2019年4月1日 - 4月29日）TBS/MBS)

### 配信ドラマ
- REAL 恋愛殺人捜査班 Episode.1 - 2（2024年7月5日 - 、FOD） - 立山真希 役[2]

### 映画
- 映画 賭ケグルイ（2019年5月3日）
- 10万分の1（2020年）
- A siblings（2023年）成田雫役

### CM スチール
- LEAP 不動産(2019年)
- 詐欺ウォール (2019年)
- Nutanix「1分で分かるNutanix」
- メニコン miru WEB(2019年)
- 東京ミズマチ(2021年)
- Swagbike(2023年)
- ポラスグループ　ルピアコート本川越(2023年)
- amico アミコテープ　中国(2023年)
- おふろcafe 白寿の湯(2023年)
- ポッカサッポロ　北海道コーン茶(2023年)
- ときたま秘密基地コモリバ(2023年)